# Ronald Arana
Ronald Arana Céspedes (Santa Cruz de la Sierra, Bolivia; 18 de enero de 1977) es un exfutbolista y actual entrenador boliviano. Se desempeñaba como defensor y su primer club fue Destroyers. También fue seleccionado nacional entre 1999 y 2007.

## Trayectoria
Formado en la Academia Tahuichi Aguilera, debutó profesionalmente en Destroyers. Luego desarrolló gran parte de su carrera vistiendo la camiseta de Oriente Petrolero, club con el que se coronó campeón de Primera División en 2001. Sólo dejó su país durante el primer semestre de 2006, cuando llegó a Rosario Central de Argentina junto a José Alfredo Castillo, que se sumaron a su compatriota Ronald Raldes, quien ya estaba jugando en el club de Arroyito desde 2004. En el cierre de su carrera disputó el Campeonato Nacional B 2011-12 de Bolivia para Jorge Wilstermann logrando el ascenso a Primera del Hércules, tras vencer en partidos de promoción a La Paz FC, su anterior equipo.

## Selección nacional
Disputó 20 encuentros con la Selección de fútbol de Bolivia. Su debut se produjo en un encuentro amistosos ante Estados Unidos el 24 de enero de 1999; el encuentro finalizó 0-0 y Arana fue dispuesto como titular por el entrenador Héctor Veira. Su primer torneo oficial con la selección fue la Copa FIFA Confederaciones 1999, disputada en México; en ella jugó los tres partidos de su equipo, quedando eliminado en primera ronda. Estuvo presente en los tres partidos de Bolivia por la Copa América 2004 de Perú; también participó en las eliminatorias para los mundiales de Corea-Japón 2002 y Alemania 2006, no logrando la clasificación. Su último encuentro como futbolista del elenco nacional boliviano fue el 28 de marzo de 2007 frente a Sudáfrica, en un encuentro amistoso disputado en el estadio Ellis Park de Johannesburgo y que finalizó con victoria de su equipo 1-0. Arana ingresó al minuto 71 en reemplazo de Juan Manuel Peña.

### Participaciones por torneo
| Torneo                                      | Sede          | Resultado         | PJ |
| ------------------------------------------- | ------------- | ----------------- | -- |
| Amistosos                                   | Sin sede fija | N/C               | 7  |
| Copa FIFA Confederaciones 1999              | México        | Elim. en 1ª ronda | 3  |
| Eliminatorias Mundialistas Corea-Japón 2002 | Sin sede fija | 7° Puesto         | 2  |
| Copa América 2004                           | Perú          | Elim. en 1ª ronda | 3  |
| Eliminatorias Mundialistas Alemania 2006    | Sin sede fija | 10° Puesto        | 5  |

## Clubes

### Como jugador
| Club               | País      | Año         |
| ------------------ | --------- | ----------- |
| Destroyers         | Bolivia   | 1996        |
| Oriente Petrolero  | Bolivia   | 1996 - 1997 |
| The Strongest      | Bolivia   | 1999        |
| Oriente Petrolero  | Bolivia   | 2000 - 2005 |
| Rosario Central    | Argentina | 2006        |
| La Paz Fútbol Club | Bolivia   | 2006        |
| Oriente Petrolero  | Bolivia   | 2007        |
| Bolívar            | Bolivia   | 2008        |
| Real Mamoré        | Bolivia   | 2009        |
| Guabirá            | Bolivia   | 2010        |
| La Paz Fútbol Club | Bolivia   | 2011        |
| Wilstermann        | Bolivia   | 2011 - 2012 |

### Como entrenador
| Club              | País    | Año  |
| ----------------- | ------- | ---- |
| Oriente Petrolero | Bolivia | 2018 |
| Club Guabirá      | Bolivia | 2019 |

## Palmarés
| Título           | Club              | País    | Año  |
| ---------------- | ----------------- | ------- | ---- |
| Primera División | Oriente Petrolero | Bolivia | 2001 |